# Władimir Dutow
Władimir Nikołajewicz Dutow (ros. Владимир Николаевич Дутов, ur. 6 grudnia?/19 grudnia 1907 we wsi Pukasowka w rejonie latyczowskim, zm. 10 marca 1991 w Moskwie) – radziecki wojskowy, generał pułkownik służby intendenckiej, Bohater Pracy Socjalistycznej (1982).

## Życiorys
Skończył szkołę, od 1929 służył w Armii Czerwonej, od 1931 należał do WKP(b), pracował w sztabie dywizji kawalerii. Brał udział w agresji ZSRR na Polskę we wrześniu 1939, w 1940 został zastępcą szefa Wydziału Finansowego Nadbałtyckiego Specjalnego Okręgu Wojskowego, 1941–1945 podczas wojny z Niemcami był szefem Wydziału Finansowego Frontu Północno-Zachodniego, Frontu Południowo-Zachodniego, Stalingradzkiego, Dońskiego, Centralnego i 1 Białoruskiego.
Po wojnie kierował służbą finansową Grupy Wojsk Radzieckich w Niemczech, w 1950 został zastępcą szefa Wydziału Finansowego Ministerstwa Wojennego ZSRR, od 14 czerwca 1954 do 9 lipca 1986 był szefem Centralnego Zarządu Finansowego Ministerstwa Obrony ZSRR, pełniąc tę funkcję przy pięciu kolejnych ministrach obrony ZSRR; 27 kwietnia 1962 otrzymał stopień generała pułkownika służby intendenckiej. Od lipca 1986 do listopada 1987 był wojskowym konsultantem Grupy Generalnych Inspektorów Ministerstwa Obrony ZSRR, następnie zakończył służbę wojskową. Został pochowany na Cmentarzu Nowodziewiczym.

## Awanse
- 1940 – generał major służby intendenckiej
- 1944 – generał porucznik służby intendenckiej
- 1962 – generał pułkownik służby intendenckiej

## Odznaczenia
- Złoty Medal „Sierp i Młot” Bohatera Pracy Socjalistycznej (16 lutego 1982)
- Order Lenina (dwukrotnie, w tym 16 lutego 1982)
- Order Rewolucji Październikowej
- Order Czerwonego Sztandaru (czterokrotnie)
- Order Bohdana Chmielnickiego (ZSRR) II klasy (31 maja 1945)
- Order Wojny Ojczyźnianej I klasy (11 marca 1985)
- Order Wojny Ojczyźnianej II klasy (24 sierpnia 1943)
- Order Czerwonego Sztandaru Pracy (4 maja 1972)
- Order Czerwonej Gwiazdy (trzykrotnie - 11 stycznia 1943, 3 listopada 1944 i 18 lutego 1967)
- Order „Za służbę Ojczyźnie w Siłach Zbrojnych ZSRR” III klasy (30 kwietnia 1975)
- Order 9 września 1944 z Mieczami (Bułgaria)
- Order Czerwonego Sztandaru (Mongolia)
- Order Zasługi w Walkach dla Ludu i Ojczyzny (NRD)
- Order Odrodzenia Polski (Polska)
- Order Krzyża Grunwaldu (Polska)

I inne.